# Камило-Понсе-Энрикес
Камило-Понсе-Энрикес (исп. Camilo Ponce Enríquez, кечуа Ponce Enríquez llaqta) — город и приход (parroquia) в Эквадоре, на территории провинции Асуай. Является административным центром кантона Камило-Понсе-Энрикес.

## Этимология
Город был назван в честь 37-го президента Эквадора Камило Понсе Энрикеса (1912—1976).

## Географическое положение
Камило-Понсе-Энрикес расположен в юго-западной части Эквадора, на берегах реки Рио-Сьете, на расстоянии приблизительно 78 километров к западу-юго-западу (WSW) от города Куэнка, административного центра провинции. Абсолютная высота — 33 метра над уровнем моря. Площадь прихода составляет 268,76 км².

Климат города характеризуется как тропический, с сухой зимой и дождливым летом (Aw в классификации климатов Кёппена). Среднегодовое количество атмосферных осадков — 1046 мм. Наименьшее количество осадков выпадает в феврале (25 мм), наибольшее количество — в феврале (169 мм). Средняя годовая температура составляет 25,1 °C.

## Население
По данным переписи 2010 года, численность населения прихода Камило-Понсе-Энрикес составляла 17 404 человека. Средняя плотность — 64,76 чел./км².

## Транспорт
Через город проходит национальная автомагистраль E25.